# Eveline Artmann
Eveline Artmann (* 18. Oktober 1968 in Freistadt, Oberösterreich) ist eine österreichische Juristin und Professorin an der Johannes Kepler Universität (JKU) Linz. Sie ist Leiterin des Instituts für Unternehmensrecht der Johannes Kepler Universität Linz sowie im Vorstand der Gesellschaftsrechtlichen Vereinigung Österreich (GVÖ).

## Leben
Eveline Artmann studierte Rechtswissenschaften an der Johannes Kepler Universität Linz (Mag. iur, Dr. iur). Zunächst war sie als Vertrags- und später als Universitätsassistentin am Institut für Handels- und Wertpapierrecht der JKU tätig (seit Jänner 2004 Institut für Unternehmensrecht). Sie habilitierte bei Martin Karollus 2004 für das Fach Handels- und Unternehmensrecht und wurde damit außerordentliche Universitätsprofessorin. Artmann war von Februar 2006 bis September 2006 in der renommierten Wiener Anwaltskanzlei Fellner Wratzfeld & Partner in Wien tätig. Mit 1. Oktober 2009 wurde Artmann zur Universitätsprofessorin am Institut für Unternehmensrecht der Johannes Kepler Universität (JKU) Linz berufen und leitet diese Abteilung seit 2015.

## Arbeits- und Forschungsschwerpunkte
Artmanns Forschungsschwerpunkte liegen vor allem im Gesellschafts- und Wettbewerbsrecht. Zu diesen Themen veröffentlichte sie insgesamt über 140 Publikationen.  Weiters beschäftigt sie sich im Zuge von Vorträgen und Publikationen mit Themen des Unternehmens- und Wertpapierrechts, des Rechnungslegungsrechts sowie des Kapitalmarktrechts.

## Preise
Ihre Dissertation zum Thema „Wettbewerbsrecht und Umweltschutz“ (Manz Verlag, Wien 1997) wurde mit dem Hauptpreis der VOEST ALPINE STAHL AG-Preis 1997 „Umwelt und Wirtschaft“ sowie dem Anerkennungspreis der Walter Haslinger-Privatstiftung 1997 ausgezeichnet. Ihr Werk beschäftigt sich mit der Frage, inwiefern das Werben mit Umweltschutz den Absatz fördern kann.
Für die Habilitationsschrift zum Thema „Gesellschaftsrechtliche Fragen der Organschaft - zugleich ein Beitrag zum Konzernrecht“ (Manz Verlag, Wien 2004) erhielt Artmann den Hauptpreis des Walther Kastner Preises 2005 sowie den Förderpreis der Dr. Maria Schaumayer Stiftung 2005.

## Publikationen (Auswahl)
- Konzern – Einheit oder Vielheit?, 2019, ISBN 978-3-214-12511-0
- Gesellschaftsrecht, 2020, ISBN 978-3-214-18650-0
- Crypto Assets – Recht / Steuerrecht, 2022, ISBN 978-3-7073-4545-2
- Unternehmensfinanzierung, 2023, ISBN 978-3-214-25195-6
- Grundriss des österreichischen Gesellschaftsrechts, 2024, ISBN 978-3-214-25624-1

## Belege
1. ↑  Eveline Artmann. Abgerufen am 8. November 2024.
2. ↑  a. Univ.-Prof. Mag.Dr. Eveline Artmann. Abgerufen am 8. November 2024.
3. ↑  Home. Abgerufen am 8. November 2024.
4. ↑  Linde Verlag- shop.lindeverlag.at: Univ.-Prof. Dr. Eveline Artmann | Linde Verlag. Abgerufen am 8. November 2024 (deutsch).
5. ↑  Band 4: Artmann, Wettbewerbsrecht und Umweltschutz. Abgerufen am 8. November 2024.
6. ↑  https://www.jku.at/fileadmin/gruppen/137/Mitarbeiter/Pubikationsliste_Artmann_2024.pdf
7. ↑  Band 4: Artmann, Wettbewerbsrecht und Umweltschutz. Abgerufen am 8. November 2024.
8. ↑  JKU-FoDok Forschungsdokumentation der Universität Linz - Person - Artmann. Abgerufen am 8. November 2024.
9. ↑  https://www.jku.at/fileadmin/gruppen/137/Mitarbeiter/Pubikationsliste_Artmann_2024.pdf

| Personendaten    | Personendaten            |
| ---------------- | ------------------------ |
| NAME             | Artmann, Eveline         |
| KURZBESCHREIBUNG | österreichische Juristin |
| GEBURTSDATUM     | 18. Oktober 1968         |
| GEBURTSORT       | Linz, Österreich         |